# 2015
Cette page concerne l'année 2015 (MMXV en chiffres romains) du calendrier grégorien.   Pour les autres significations, voir 2015 (homonymie).
 (janvier 2025).
2015 est une année commune qui commence un jeudi. C'est la 2015e année de notre ère, la 15e du IIIe millénaire et du XXIe siècle et la 6e de la décennie 2010-2019.

## Autres calendriers
L'année 2015 du calendrier grégorien correspond aux dates suivantes :
- Calendrier berbère : 2964 / 2965
- Calendrier chinois : 4712 / 4713 (le Nouvel An chinois 4713 de l'année du mouton de bois a lieu le 19 février 2015[1])
- Calendrier hébraïque : 5775 / 5776 (le 1er tishri 5776 a lieu le 14 septembre 2015[2])
- Calendrier indien : 1936 / 1937 (le 1er chaitra 1937 a lieu le 22 mars 2015[2])
- Calendrier japonais : 27 de l'Ère Heisei (le calendrier japonais utilise les jours grégoriens)
- Calendrier musulman : 1436 / 1437 (le 1er mouharram 1437 a lieu le 15 octobre 2015[2])
- Calendrier persan : 1393 / 1394 (le 1er farvardin 1394 a lieu le 21 mars 2015[2])
- Calendrier républicain : 223 / 224 (le 1er vendémiaire 224 a lieu le 23 septembre 2015[2])
  - Jours juliens : 2 457 023,5 à 2 457 388,5[3],[2]

## Célébrations
- Années internationales :
  - Année internationale de la lumière et des techniques utilisant la lumière.
  - Année internationale des sols, sous l'égide de l'ONU et de la FAO, avec comme phrase clé « Des sols sains pour une vie saine »[4].
- Mons et Plzen sont capitales européennes de la culture.

## Chronologie mensuelle

### Janvier
- 1er janvier :
  - Entrée en vigueur de l'Union économique eurasiatique ;
  - La Lettonie prend la présidence tournante de l'Union européenne et succède à l'Italie ;
  - La Lituanie adopte l'euro à la place du litas et devient le 19e pays membre de la zone euro.
- 7 au 9 janvier : attentats de janvier 2015 en France
  - 7 janvier : l'attentat au siège du journal satirique français Charlie Hebdo. Au total, douze personnes trouvent la mort, dont les dessinateurs Cabu, Charb, Honoré, Tignous, Wolinski ainsi que l'économiste Bernard Maris et la psychanalyste Elsa Cayat ;
  - 8 janvier : fusillade à Montrouge en France ; la policière Clarissa Jean Philippe est abattue dans le dos par le terroriste Amedy Coulibaly.
  - 9 janvier : une prise d’otages dirigée contre la communauté juive fait quatre morts à la Porte de Vincennes à Paris.L'auteur Amedy Coulibaly est abattu par les forces spéciales, ainsi que les deux frères criminels Sherif et Saïd Kouachi, les auteurs de l'attentat de Charlie Hebdo.
- 9 janvier au 31 janvier : la Coupe d'Asie de football se déroule en Australie.
- 11 janvier : grandes marches républicaines à Paris, dans de nombreuses villes de France et également à l'étranger, en hommage aux victimes des trois jours d'attentats meurtriers en France.
- 15 janvier au 1er février : le Championnat du monde de handball masculin se déroule au Qatar.
- 15 janvier : attentats déjoués à Verviers.
- 16 au 26 janvier : manifestations contre les caricatures de Charlie Hebdo au Niger et dans d'autres pays d'Afrique et d'Asie.
- 18 janvier : le pape François célèbre une messe historique à Manille aux Philippines devant plus de six millions de personnes[5].
- 22 janvier : après quatre mois de discussions, syndicats et patronat français échouent à trouver un accord pour améliorer le dialogue social en entreprise autour d'une instance unique.
- 23 janvier : Salmane ben Abdelaziz Al Saoud devient roi d'Arabie saoudite à la suite de la mort de son demi-frère Abdallah ben Abdelaziz Al Saoud
- 25 janvier : SYRIZA (gauche antilibérale) remporte les élections législatives grecques.
- 26 janvier :
  - l'accident aérien de la base de Los Llanos en Espagne provoque 11 morts et 20 blessés[6].
  - Aléxis Tsípras, vainqueur des législatives en Grèce, est investi Premier ministre lors d'une cérémonie présidée par le président Károlos Papoúlias. Il succède à Antónis Samarás

### Février
- 3 au 16 février : championnats du monde de ski alpin aux États-Unis.
- 6 février : l'ancien ministre Habib Essid entre en fonction comme nouveau chef du gouvernement tunisien et succède à Mehdi Jomaa ;
- 7 février : le tableau de Paul Gauguin intitulé Quand te maries-tu ? (1892) est acheté par le Qatar pour 300 millions de dollars, ce qui en fait l'œuvre d’art la plus chère du monde.
- 8 février :
  - la Côte d'Ivoire remporte la Coupe d'Afrique des nations de football en Guinée équatoriale.
  - 57e cérémonie des Grammy Awards à Los Angeles (États-Unis).
- 12 février : en Ukraine, accords Minsk 2 entre rebelles prorusses et Kiev à la suite de la médiation franco-allemande, prévoyant un cessez-le-feu et la reprise par l'Ukraine du contrôle de sa frontière avec la Russie.
- 14 février : des fusillades à Copenhague au Danemark font trois morts (dont le tireur).
- 18 février : Prokópis Pavlópoulos est élu président de la République hellénique.
- 22 février : 87e cérémonie des Oscars à Los Angeles (États-Unis).
- 22 et 26 février : en Irak, à Mossoul, l’État islamique brûle des milliers d'ouvrages de la bibliothèque, détruit une église ainsi que des œuvres assyriennes et hellénistiques du musée.
- 28 février : assassinat à Moscou de Boris Nemtsov, opposant de Vladimir Poutine.

### Mars
- 1er mars : élections législatives en Estonie.
- 4 mars : en France, annonce de la découverte d'un complexe funéraire de l'âge du fer à Lavau (Aube).
- 5 mars : en Irak, l'État islamique détruit au bulldozer les ruines de Nimroud, capitale de l’Assyrie entre 879 et 613 av. J.-C..
- 6 mars : la sonde spatiale Dawn se place en orbite autour de la planète naine Cérès.
- 9 mars : la collision aérienne de Villa Castelli provoque la mort de dix personnes de l'émission Dropped dont les sportifs Camille Muffat, Florence Arthaud et Alexis Vastine.
- 14 mars : le cyclone Pam de force 5 ravage les îles Vanuatu en Océanie[7]. Le cyclone tropical a traversé tout le sud de l'archipel, y occasionnant des vents moyens aux alentours de 260 km/h (rafales à 350 km/h) et des pluies intenses. Dans le reste de l'archipel, il y a eu des vagues de 7 m, des vents très forts et des pluies intenses. Il y a eu entre 8 et 12 morts et des dégâts catastrophiques.
- 15 mars : départ, au port de Bordeaux, de l'expédition Race for water.
- 17 mars : élections législatives en Israël, remportées par le parti Likoud du premier ministre sortant Benyamin Netanyahou.
- 18 mars : un attentat au Parlement et au musée du Bardo en Tunisie fait 24 morts dont 21 touristes.
- 20 mars : 
  - double événement astronomique :
    - éclipse solaire totale, visible en France en phase partielle à 80 % ;
    - équinoxe vernal (de printemps)[8].
Cette coïncidence ne se produira que deux fois au XXIe siècle (l'autre en 2034). La dernière coïncidence a eu lieu le 20 mars 1662 ; la suivante, après 2034, aura lieu le 20 mars 2406. Elle aura pour effet une grande marée de coefficient 119[réf. nécessaire].

  - Accident d'Uttar Pradesh en Inde. Le déraillement d'un train dans l'Uttar Pradesh au nord de l'Inde fait 58 morts et 150 blessés[9].
  - une double-attaque de Daech contre des célébrations du Norouz (nouvel an kurde) à Hassaké, cause la mort de 45 personnes, parmi lesquelles 5 enfants[10] ;
- 21 mars :  le président de la Sierra Leone, Ernest Bai Koroma, annonce le confinement de toute la population du pays du 27 au 29 mars afin d'endiguer l'épidémie d'Ebola.
- 22 mars : premier tour des élections départementales en France.
- 24 mars : le vol 9525 Germanwings D-AIPX s'écrase dans les Alpes françaises avec 150 personnes à bord, il n'y a aucun survivant.
- 28 mars : élections législatives et élection présidentielle au Nigeria, Muhammadu Buhari est élu.
- 29 mars :
  - Deuxième tour des élections départementales en France.
  - Élection présidentielle en Ouzbékistan, Islom Karimov est réélu.

### Avril
- 2 avril : l'attaque de l'université de Garissa au Kenya fait 147 morts.
- 3 avril : accord à Lausanne sur le programme nucléaire de l'Iran.
- 6 avril : l'armée de terre française libère l'otage néerlandais Sjaak Rijke, détenu par AQMI depuis novembre 2011.
- 8 avril : une cyberattaque contre TV5 Monde par des « cyberdjhadistes » interrompt la diffusion de la chaîne et pollue ses sites internet.
- 9 avril : un homme armé attaque le palais de justice de Milan, tuant trois personnes, dont un juge. Une quatrième personne retrouvée morte sur les lieux est apparemment morte d'une crise cardiaque.
- 11 avril : rencontre historique entre le président américain Barack Obama et le président cubain Raúl Castro, une première entre dirigeants des deux pays depuis 1956.
- 12 avril : le pape François proclame saint Grégoire de Narek comme 36e docteur de l'Église ;
- 13 avril : élection présidentielle au Soudan, Omar el-Béchir est déclaré élu le 27 avec 94,5 % des voix.
- 19 avril :
  - élections législatives en Finlande.
  - Une embarcation transportant environ 900 migrants clandestins fait naufrage à une centaine de kilomètres des côtes libyennes.
- 21 avril : Serge Venturini reçoit le prix international Grégoire de Narek à Erevan en Arménie.
- 22 avril : le volcan Calbuco, dans le sud du Chili entre en éruption.
- 24 avril : centième anniversaire du génocide arménien.
- 25 avril :
  - élection présidentielle au Togo.
  - Un séisme de magnitude 7,8 touche le Népal et l'Inde.
- 26 avril : élection présidentielle anticipée au Kazakhstan[11], Noursoultan Nazarbaïev est vainqueur avec 97,7 % des voix.
- 27 avril : lancement de TurkmenAlem52E/MonacoSAT, premier satellite artificiel du Turkménistan.
- 30 avril : à 19 h 26 UTC, la sonde spatiale MESSENGER s’écrase comme programmé à la surface de Mercure, marquant la fin de sa mission.

### Mai
- 1er mai : ouverture de l'Exposition universelle de 2015 à Milan en Italie.
- 2 mai : Floyd Mayweather Jr. sort victorieux du combat de boxe contre Manny Pacquiao, appelé « combat du siècle ».
- 7 mai : élections générales au Royaume-Uni remportées par le Parti conservateur, David Cameron reste premier ministre.
- 12 mai : une réplique majeure du séisme du 25 avril frappe le Népal.
- 13 mai : tentative de coup d'État contre le président du Burundi, Pierre Nkurunziza.
- 13 au 24 mai : 68e Festival de Cannes.
- Les demi-finales du Concours Eurovision de la chanson 2015 ont lieu le 19 mai et le 21 mai. La finale a lieu le 23 mai et est remportée par la Suède représentée par Måns Zelmerlöw avec la chanson Heroes.
- 16 mai : l'ancien président égyptien Mohamed Morsi est condamné à mort ;
- 17 mai :  le pape François canonise quatre religieuses ayant vécu au XIXe siècle, les Palestiniennes Mariam Baouardy et Marie-Alphonsine Danil Ghattas, la Française Jeanne Émilie de Villeneuve et l'Italienne Maria Cristina dell'Immacolata ;
- 24 mai : en Pologne, Andrzej Duda est élu au second tour de l'élection présidentielle.
- 26 mai : à Madagascar, les députés votent la destitution du président Hery Rajaonarimampianina.
- 27 mai
  - 27 mai : le Nebraska devient le 19e État des États-Unis à abolir la peine de mort.
  - 27 mai : les résistantes Geneviève de Gaulle-Anthonioz et Germaine Tillion et les hommes politiques Pierre Brossolette et Jean Zay font leur entrée au Panthéon ;
- 29 mai :
  - au Nigeria, cérémonie d'investiture du nouveau président Muhammadu Buhari.
  - à Zurich, le Suisse Sepp Blatter est réélu pour un cinquième mandat à la tête de la FIFA, deux jours après l'arrestation de plusieurs responsables de l'organisation.
- 30 mai : en Inde, les autorités annoncent que la vague de chaleur en cours a fait plus de 2 000 morts[12].

### Juin
- 2 juin : en Suisse, Sepp Blatter annonce sa démission de la présidence de la FIFA, quatre jours après sa réélection et six jours après l’arrestation de plusieurs responsables de l’organisation.
- 6 juin au 5 juillet : Coupe du monde féminine de football 2015 au Canada.
- 7 et 8 juin : 41e sommet du G7 au château d'Elmau à Krün, en Allemagne.
- 11 juin au 4 juillet : Copa América 2015 au Chili.
- 12 au 28 juin : premiers Jeux européens à Bakou en Azerbaïdjan.
- 15 juin : l'ancien gouverneur républicain de Floride Jeb Bush annonce sa candidature à l'investiture républicaine pour l'élection présidentielle de 2016. Il est la onzième personnalité à se déclarer dans le camp républicain.
- 16 juin : l'homme d'affaires Donald Trump annonce à son tour sa candidature à l'investiture républicaine pour l'élection américaine de 2016.
- 18 juin : publication de l'encyclique Laudato si' du pape François sur la « sauvegarde de la maison commune ».
- 22 juin : un commando  taliban attaque le parlement afghan à Kaboul.
- 24 juin : la justice néerlandaise condamne l’État à prendre des mesures pour réduire les émissions de gaz à effet de serre dans le pays, de 25 % d'ici à 2020, une première mondiale.
- 25 au 27 juin : au moins 120 civils kurdes sont massacrés par l’État islamique dans un raid à Kobané.
- 26 juin :
  - attentat de Saint-Quentin-Fallavier en France (1 mort).
  - attaque d'un hôtel de Sousse en Tunisie (39 morts).
  - attentat contre une mosquée chiite au Koweït (25 morts).
  - la secte Al-Shabbaab attaque la base de Lego, en Somalie.
  - la Cour suprême des États-Unis juge, par l’arrêt Obergefell v. Hodges, que le mariage homosexuel est autorisé sur tout le pays.
- 29 juin : Israël intercepte la flottille de la Liberté III qui souhaitait briser le blocus de la bande de Gaza et la dirige vers le port d'Ashdod
- 30 juin :
  - un Lockheed C-130 Hercules de l'armée indonésienne s'écrase dans une zone résidentielle de Medan.
  - ajout d'une seconde intercalaire à minuit (GMT);

### Juillet
- 1er juillet :
  - les États-Unis et Cuba rétablissent officiellement leurs relations diplomatiques.
  - Le Luxembourg prend la présidence tournante de l'Union européenne et succède à la Lettonie.
- 2 juillet : à bord de Solar Impulse 2 lors de l’étape entre Nagoya et Hawaï, André Borschberg bat le record de durée de vol en avion en solitaire précédemment détenu par Steve Fossett avec le Scaled Composites Model 311 Virgin Atlantic GlobalFlyer.
- 3 juillet : la dépouille du footballeur international portugais Eusébio, décédé en janvier 2014 est transférée lors d'une cérémonie nationale au Panthéon à Lisbonne. Il devient le premier sportif à y faire son entrée.
- 4 juillet :
  - Tupou VI est couronné 6e roi des Tonga.
  - le président tunisien Béji Caïd Essebsi décrète l'état d'urgence dans tout le pays et ce, pour une durée de 30 jours renouvelables, après l'attaque du musée du Bardo perpétré en mars dernier et l'attentat de Sousse qui a eu lieu le 26 juin dans lesquels 59 touristes étrangers ont trouvé la mort ;
- 5 juillet : le « non » l'emporte lors d'un référendum organisé en Grèce sur le projet d’accord proposé par les créanciers du pays.
- 8 juillet : des affrontements intercommunautaires à Ghardaïa, en Algérie, font au moins 22 morts et plusieurs blessés.
- 10 au 26 juillet : Jeux panaméricains à Toronto, au Canada.
- 11 juillet : Décès de Satoru Iwata, Président-directeur général de la firme Nintendo.
- 13 juillet : accord au sein de la zone euro pour un nouveau plan d'aide à la Grèce, en contrepartie d’importantes réformes.
- 14 juillet :
  - un accord est trouvé à Vienne (plan global d'action conjoint) sur le programme nucléaire de l'Iran[13] ;
  - survol de Pluton par la sonde New Horizons, lancée en janvier 2006.
- 24 juillet : promulgation en France de la loi relative au renseignement.
- 25 juillet : tirages au sort des matchs qualificatifs de la Coupe du monde de football de 2018 à Strelna
- 25 juillet au 1er août : 100e Congrès mondial d'espéranto à Lille.
- 29 juillet : annonce de la mort du mollah Omar, chef des talibans afghans, survenue le 23 avril 2013 ; le mollah Mansour est officiellement désigné comme son successeur.
- 31 juillet : Pékin est élue ville organisatrice des Jeux olympiques d’hiver de 2022 par le CIO réuni à Kuala Lumpur[14].

### Août
- 6 août : Andrzej Duda est investi président de la République de Pologne et succède au sortant Bronisław Komorowski.
- 12 août : les explosions de Tianjin font 114 morts et 698 blessés.
- 16 août : disparition du vol 257 Trigana Air Service en Indonésie avec 54 personnes à son bord.
- 17 août : un attentat à Bangkok (Thaïlande) fait au moins 27 morts et 80 blessés[15].
- 18 août : nouvel attentat à Bangkok qui provoque plusieurs morts.
- 20 août : démission du Premier ministre grec Aléxis Tsípras qui convoque de nouvelles élections législatives anticipées le 20 septembre.
- 21 août :
  - 21 août : en Grèce, création du parti Unité populaire, issu de SYRIZA.
  - 21 août : attentat évité dans le train Thalys reliant Amsterdam à Paris, deux personnes sont blessées alors qu’elles neutralisent l’assaillant.
- 22 au 30 août : championnats du monde d'athlétisme à Pékin au Stade national.

### Septembre
- Inauguration du premier campus de l'African Leadership University sur l'île Maurice.
- 1er septembre : première journée mondiale de prière pour la sauvegarde de la Création.
- 2 septembre : le président du Guatemala, Otto Pérez Molina, démissionne.
- 4 septembre : confirmation de la destruction des tombeaux d'Elahbel, Khitôt et Jamblique, trois des célèbres tours funéraires de Palmyre, par l'État islamique
- 6 septembre : élections générales au Guatemala.
- 8 septembre : la France commence des vols de reconnaissance des positions de l'État islamique en Syrie.
- 9 septembre : la reine Élisabeth II bat le record de longévité sur le trône britannique de la reine Victoria.
- 11 septembre :
  - élections législatives à Singapour.
  - un accident de grue à La Mecque (Arabie saoudite) fait 107 morts et plus de deux cents blessés ;
- 12 septembre : en Égypte, le gouvernement Ibrahim Mahlab démissionne.
- 13 septembre : éclipse solaire partielle visible dans le sud de l'Afrique et dans l'Antarctique.
- 14 - 15 septembre : un grand incendie ravage la Californie, aux États-Unis.
- 15 septembre : la Hongrie ferme sa frontière avec la Serbie pour éviter le passage des migrants
- 16 septembre : coup d’État militaire au Burkina Faso.
- 18 septembre au 31 octobre : Coupe du monde de rugby à XV en Angleterre et au pays de Galles.
- 20 septembre : élections législatives en Grèce.
- 23 septembre : début du scandale Volkswagen.
- 24 septembre : une bousculade à Mina (Arabie saoudite), en marge du pèlerinage à La Mecque, fait plus de 700 morts.
- 30 septembre : la Russie commence à effectuer des frappes aériennes en Syrie dans le cadre de la guerre civile.

### Octobre
- 1er octobre : au Guatemala, un glissement de terrain à Santa Catarina Pinula fait au moins 130 morts[16].
- 3 octobre : inondations dans les Alpes-Maritimes en France.
- 4 octobre : élections législatives au Kirghizistan ; élections législatives au Portugal.
- 9 octobre : le prix Nobel de la paix est décerné au quartet pour le dialogue national en Tunisie.
- 10 octobre : un double attentat à Ankara en Turquie fait 102 morts et plus de 500 blessés.
- 11 octobre :
  - élection présidentielle en Biélorussie, Alexandre Loukachenko est réélu ;
  - élection présidentielle en Guinée, Alpha Condé est réélu.
- 16 octobre : élection de cinq pays au Conseil de sécurité des Nations unies pour des mandats de deux ans.
- 18 octobre : élections fédérales en Suisse.
- 19 octobre : élection fédérale au Canada. Justin Trudeau est élu Premier ministre du Canada.
- 22 octobre : 400 millions d'auditeurs dans le monde pour la Radio numérique terrestre en DAB+[17].
- 25 octobre :
  - élection présidentielle en Côte d'Ivoire, Alassane Ouattara est réélu ;
  - élections présidentielle (1er tour) et législative en Argentine ;
  - élections présidentielle et législative (2e tour) en Haïti ;
  - second tour de l’élection présidentielle au Guatemala ;
  - élections législatives en Pologne ;
  - élections générales en Tanzanie, John Magufuli remporte l'élection présidentielle.
  - clôture du second synode sur la famille au Vatican par le pape François.
- 26 octobre : un séisme dans l'Hindou Kouch touche l'Afghanistan et le Pakistan.
- 27 octobre : la température de 48,4 °C est atteinte à Vredendal en Afrique du Sud, ce qui en fait la température la plus élevée jamais enregistrée pour un mois d'octobre dans le monde.
- 31 octobre :
  - le vol 9268 Metrojet s’écrase en Égypte, faisant 224 morts.
  - la Nouvelle-Zélande remporte la finale de la Coupe du monde de rugby à XV 2015 devant l'Australie ;

### Novembre
- 1er novembre :
  - élections législatives en Azerbaïdjan ;
  - élections législatives en Turquie.
- 4 novembre :
  - Justin Trudeau devient Premier ministre du Canada.
  - le Premier ministre de Roumanie Victor Ponta démissionne après avoir été impliqué dans un scandale de corruption ;
- 5 novembre : rupture de barrages de Bento Rodrigues dans le Minas Gerais au Brésil.
- 8 novembre
  - élections législatives en Birmanie ;
  - élections législatives en Croatie.
- 12 novembre : un double attentat-suicide fait au moins 37 morts à Beyrouth au Liban.
- 13 novembre
  - 13 novembre : une série d'attentats en France fait 131 morts et 413 blessés.
  - 13 novembre : en Irak, les peshmergas du GRK et des groupes liés au PKK reprennent la ville de Sinjar à l'État islamique
- 14 novembre : premier accident mortel de TGV, 11 morts (France)
- 18 novembre : Opération policière anti-terroriste à Saint-Denis (France)
- 20 novembre : un attentat au Radisson Blu à Bamako provoque 22 victimes.
- 22 novembre : second tour de l'élection présidentielle en Argentine, Mauricio Macri est élu.
- 24 novembre : les relations entre Russie et Turquie s'enveniment après qu'un bombardier russe a été abattu par l'armée de l'air turque
- 25 au 30 novembre : voyage du pape François en Afrique, au Kenya, en Ouganda, et en Centrafrique.
- 30 novembre au 12 décembre : Conférence de Paris de 2015 sur le climat (dite COP21).

### Décembre
- 2 décembre : la fusillade de San Bernardino aux États-Unis fait 14 morts.
- 6 décembre : élections législatives au Venezuela.
- 6 et 13 décembre : élections régionales en France.
- 8 décembre : le pape François inaugure officiellement le Jubilé de la Miséricorde à Rome.
- 10 décembre : Mauricio Macri est investi président de la Nation argentine, succédant à Cristina Fernández de Kirchner.
- 12 décembre :
  - la conférence de Paris sur le climat (COP21) aboutit à un accord universel dit « accord de Paris  »
  - élections municipales, premier scrutin ouvert aux femmes en Arabie saoudite
- 17 décembre : Vivendi annonce l'acquisition majoritaire du capital de Radionomy Group, acteur majeur de la radio numérique dans le monde[18].
- 20 décembre : élections générales en Espagne.
- 28 décembre : le gouvernement et l'état-major irakiens annoncent avoir totalement libéré la ville de Ramadi de l'État islamique.

### Dates à préciser
- Conférence mondiale de l'ONU, précédant la « Conférence mondiale d'étape » de 2020. Elle sera une  évaluation à mi-parcours du processus de mise en œuvre du « Plan stratégique 2011-2020 de la biodiversité » décidé à la « Conférence mondiale sur la biodiversité de Nagoya » de 2010, dans le cadre de la Convention sur la diversité biologique (CDB) visant pour 2050 la préservation durable de toutes les formes de la biodiversité[19] (la date et le lieu précis n'en sont pas encore fixés).
- Mise en place du Marché transatlantique.

## Dans la fiction
- Dans le film Retour vers le futur 2, Marty McFly et Emmett Brown, savant fou et inventeur d'une machine à voyager dans le temps camouflée en une DeLorean, débarquent le 21 octobre 2015 à 16:29 pour sauver les futurs enfants de Marty.
- Dans la série télévisée Fringe, les Observateurs, des êtres humains venus de l'an 2609, voyagent vers le passé et envahissent la Terre.

## Distinctions internationales

### Prix Nobel
Les lauréats du Prix Nobel en 2015 sont :
- Prix Nobel de chimie : Tomas Lindahl, Paul L. Modrich et Aziz Sancar.
- Prix Nobel de littérature : Svetlana Aleksievitch.
- Prix Nobel de la paix : Quartet du dialogue national (Tunisie).
- Prix Nobel de physiologie ou médecine : William C. Campbell, Satoshi Ōmura et Tu Youyou.
- Prix Nobel de physique : Takaaki Kajita et Arthur B. McDonald.
- « Prix Nobel » d'économie : Angus Deaton.

### Autres prix
- Prix Pritzker (architecture) : Frei Otto.

## Naissances en 2015
- 2 mai : Charlotte de Cambridge, fille du prince William et de son épouse, Catherine Middleton.
- 15 juin : Nicolas de Suède, fils de la princesse Madeleine et de son époux, Christopher O'Neill.

## Décès en 2015

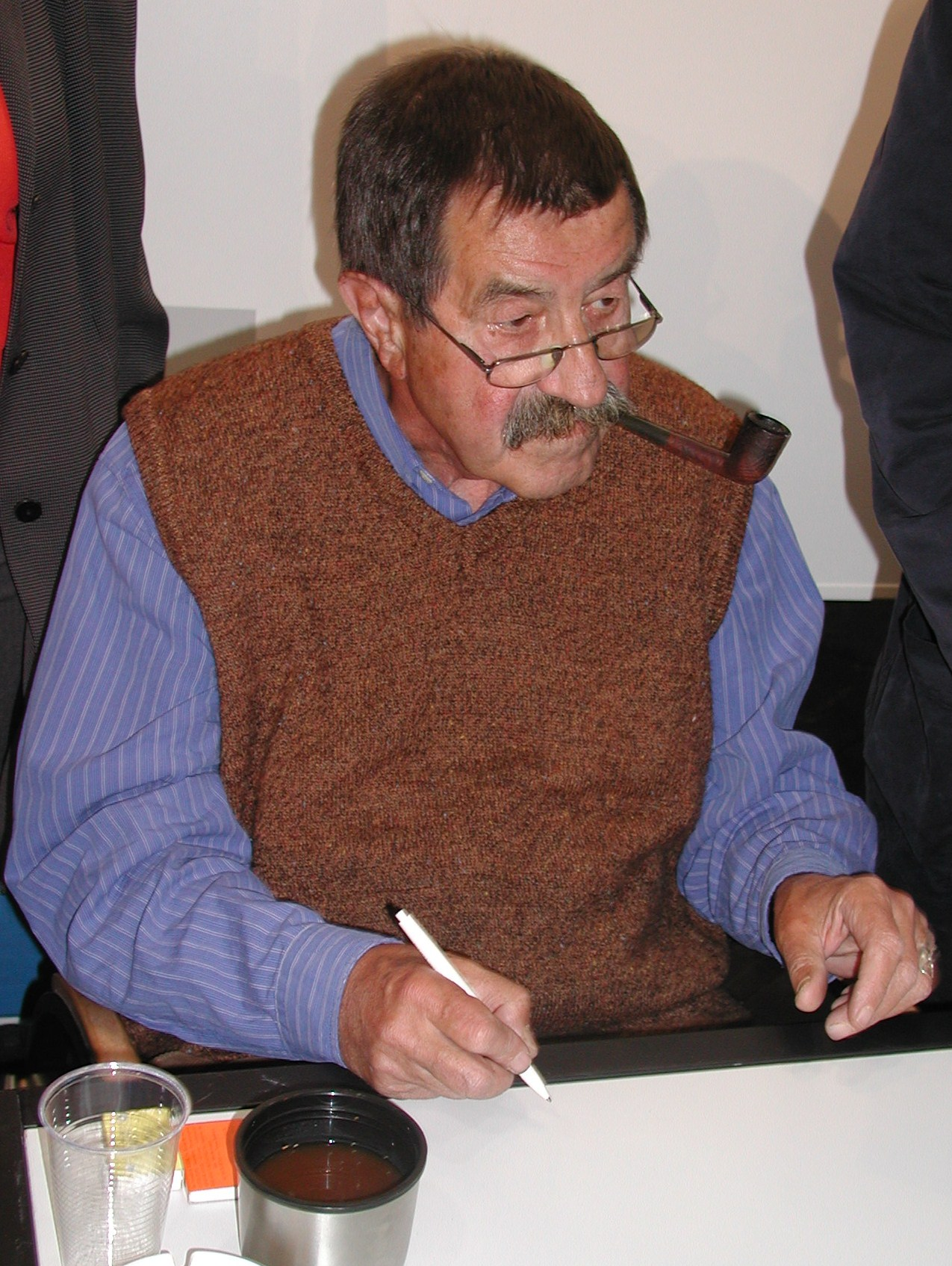
Günter Grass.

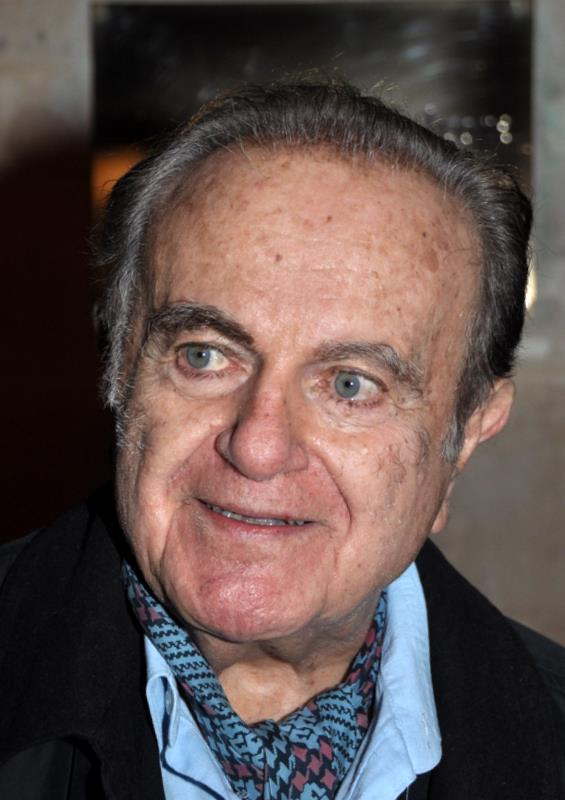
Guy Béart

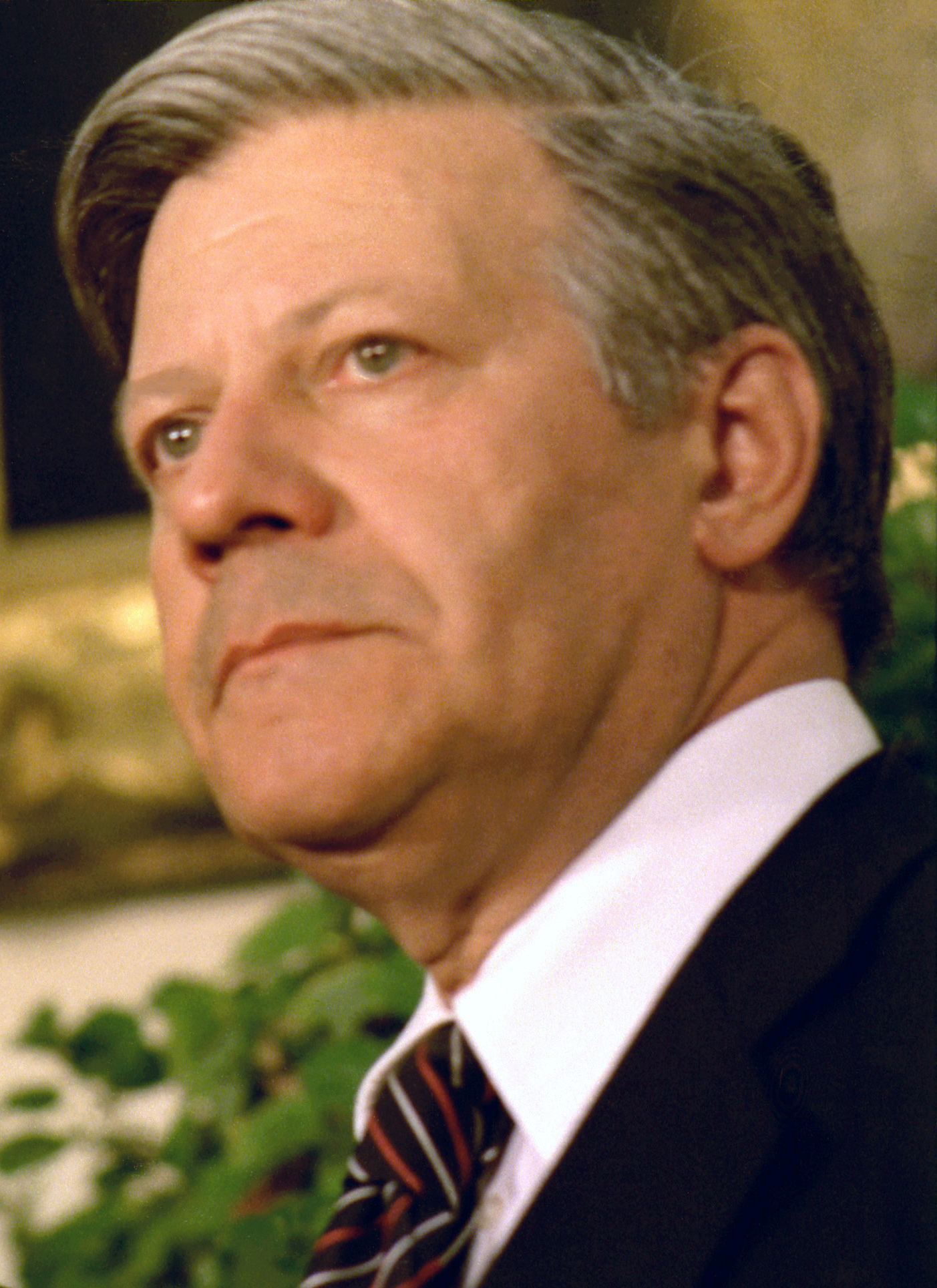
Helmut Schmidt

Personnalités majeures décédées en 2015
- 7 janvier : Cabu (dessinateur et scénariste français de bandes dessinées)
- 7 janvier : Georges Wolinski (dessinateur et scénariste français de bandes dessinées)
- 10 janvier : Francesco Rosi (cinéaste italien)
- 11 février : Roger Hanin (acteur et réalisateur français)
- 9 mars : Florence Arthaud (navigatrice française)
- 13 avril : Günter Grass (écrivain allemand)
- 19 avril : Richard Anthony (chanteur français)
- 14 mai : B. B. King (chanteur et guitariste de blues américain)
- 11 juin : Ornette Coleman (compositeur et saxophoniste de jazz américain)
- 29 juin : Charles Pasqua (homme politique français)
- 16 septembre : Guy Béart (chanteur et auteur compositeur français)
- 10 novembre : Helmut Schmidt (homme politique allemand, chancelier fédéral de l'Allemagne de 1974 à 1982)